# Hippolyte Lucas (entomologiste)
Pour les articles homonymes, voir Hippolyte Lucas.
Pierre Hippolyte Lucas, né à Paris le 17 janvier 1814 et mort dans le canton de Genève le 5 juillet 1899, est un entomologiste français. C'est le frère de Prosper Lucas.

## Carrière
Il est aide-naturaliste puis assistant au Muséum national d'histoire naturelle. Il participe, de 1839 à 1842, à la Commission scientifique pour l'exploration  de l'Algérie et s'occupe, à ce titre, de la faune de ce pays.

## Ouvrages
- Histoire naturelle des Lépidoptères d'Europe, gravures peintes par Alexis Nicolas Noël, Paris : chez Pauquet et chez L. Debure, 1834 (lire en ligne)
- Des papillons : Vade-mecum du lépidoptérologiste, Paris : Bureau de souscription du "Dictionnaire pittoresque d'histoire naturelle", 1838 (lire en ligne)
- Histoire naturelle des crustacés, des arachnides et des myriapodes, partie 1 : Crustacés, Arachnides, Myriapodes & Hexapodes, Paris : chez P. Duménil, 1840 (lire en ligne)
- Exploration scientifique de l'Algérie : Sciences physiques : Zoologie, tome 1 : Histoire naturelle des animaux articulés, Paris : Imprimerie nationale, 1849 (lire en ligne)